# Mida dels éssers vius

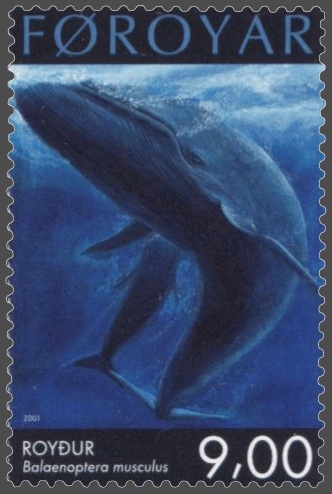
El rorqual blau és l'animal més gros de tots els temps, tot i que recentment se li disputa la corona

## La grandesa en la petitesa
Encara que aquests animals siguin tan petits, el seu impacte en la natura és innegable. Cadascun d'ells compleix un rol crucial en els ecosistemes que habiten, ajudant a mantenir l'equilibri entre les espècies. A més, ens recorden que la natura no depèn únicament de la grandària o la força física, sinó també de l'adaptabilitat i l'enginy.
Les criatures més diminutes del planeta, com aquestes, poden semblar insignificants a primera vista, però una observació més atenta revela que, malgrat les seves mides, tenen una capacitat increïble per sobreviure en entorns sovint desafiants. Són un testimoni de la diversitat infinita de la vida al nostre planeta, i un recordatori que cada espècie, per petita que sigui, té un paper important en la història de la Terra.

## Els 7 animals més petits del món

### 1. Paedophryne amauensis
Aquesta diminuta granota, originària de Papua Nova Guinea, és l'animal més petit del món, amb una mida de només 7 mil·límetres. És tan petita que pot cabre fàcilment sobre una moneda. La seva capacitat de camuflar-se entre la vegetació li permet sobreviure als depredadors malgrat les seves mides.

### 2. Paedocypris
El peix Paedocypris, originari d'Indonèsia, és el peix més petit del món, mesurant només 10 mil·límetres de llargada. Viu en aigües negres i es nodreix de plàncton, aprofitant la seva mida reduïda per moure's amb agilitat a través dels espais més estrets.

### 3. Jaragua sphaero
Aquesta espècie de salamandra, que només fa 16 mil·límetres, viu a la República Dominicana. Amb una coloració marró amb ratlles grises, aquest rèptil destaca per la sevaLa varietat dels éssers vius es manifesta no sols en les seves formes externes, sinó en les seves dimensions o mides. Actualment es continuen descobrint noves espècies, i a vegades algunes d'aquestes reemplacen d'altres prèviament conegudes en els llocs de les més extremes. A continuació, hi ha una llista d'exemples extrems de la mida dels éssers vius. Petitesa, sent la espècie de sargantana més petita del món.

### 4. Brookesia micra
El camaleó més petit del món, el Brookesia micra, prové de Madagascar i fa uns 29 mil·límetres. A part de les seves mides reduïdes, és conegut per la seva habilitat de camuflar-se amb el seu entorn, cosa que el converteix en un mestre del dissimul.

### 5. Ratpenat nas-de-porc de Kitti
Aquest petit mamífer, que fa entre 29 i 33 mil·límetres, és el ratpenat més petit del món. Originari de Tailàndia i Birmània, destaca pel seu nas de forma peculiar, que recorda un petit musell de porc, i per les seves ales delicades però funcionals.

### 6. Musaranya etrusca
La musaranya etrusca és el mamífer més petit del món! Amb una mida de 35 a 50 mil·límetres i un pes de només 2 grams. Habita Europa meridional, el nord d'Àfrica i parts d'Àsia, i és increïblement activa, alimentant-se constantment per mantenir la seva altataxa metabòlica.

### 7. Colibrí abella
Aquest petit ocell, també conegut com zunzuncito, és l'au més petita del món, amb una mida de 5 centímetres. Viu a Cuba i es reconeix per la seva rapidesa en volar i el seu plomatge vibrant. Tot i la seva mida, el colibrí abella juga un paper vital en la pol·linització de les flors.

## Animals
La mida d'un animal és difícil de definir, car pot correspondre a diferents característiques: pes, longitud, envergadura, etc.

### Vertebrats

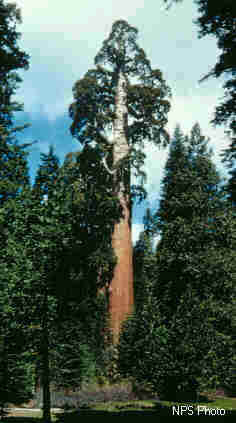
L'arbre General Grant és el més gran ésser viu del planeta en termes de volum i pes

#### Mamífers

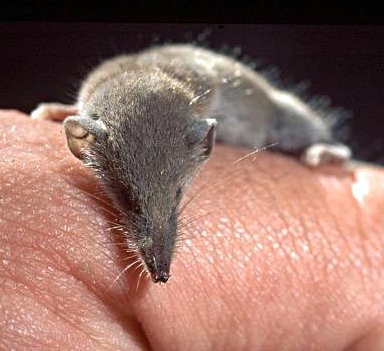
Exemplar de musaranya etrusca, probablement el mamífer més petit que existeix

La musaranya etrusca, Suncus etruscus, és, probablement, el mamífer més petit. Viu al Mediterrani i al llarg del sud d'Àsia. S'han trobat espècimens d'entre 1,2 i 2,7 g i una longitud corporal d'entre 3,6 i 5,2 cm. Altres mamífers que estan entre els més petits són:
- El ratpenat Craseonycteris thonglongyai, de la família Craseonycteridae, de l'oest de Tailàndia, amb 4 cm i 2 g de mida mitjana.
- El ratpenat Nyctiellus lepidus, que viu a Cuba. Conegut com el ratpenat d'orelles d'embut de Gervais, només pesa 2-3 g i mesura al voltant de 3 cm.

Es creu que han existit altres mamífers una mica més petits per les restes fòssils trobades.
Altres mides que criden l'atenció són:
- El cérvol més petit del món, Muntiacus putaoensis, dels densos boscos de l'extrem nord de Birmània, amb 8 dm d'alt i 11 kg com a màxim.
- L'os polar és el més gran depredador terrestre actualment. Els mascles de l'espècie poden assolir els 2,5 m de llarg i un pes de 500 kg.
- El més gran mamífer terrestre actual és l'elefant africà, amb un màxim de 4,2 m d'alt, 10,6 de llarg total i 12,2 tones per un exemplar caçat a Angola el 1974.
- L'indricoteri, a vegades anomenat Baluchitherium, fou el més gran mamífer terrestre conegut, amb 5 m d'alt, 8 de llarg i unes 15 t.

El rorqual blau és el més gros de tots els mamífers. En realitat, és el més gran animal que ha existit si es té en compte la seva massa corporal. Amb un màxim de 33 m i 180 t, només superada en longitud pel cuc Lineus longissimus i per un parell d'espècies de dinosaures.

#### Rèptils
- Els rèptils més petits són els tocais nans de les espècies Sphaerodactylus ariasae, de l'illa Beata (República Dominicana), i  Sphaerodactylus parthenopion, de les Illes Verges Britàniques, ambdós amb només 16 mm de llarg en l'adult.
- La tortuga més petita del món és una tortuga tacada de l'oest de Sud-àfrica, l'Homopus signatus, de la família dels testudínids; la femella adulta, poc més gran que el mascle, ni assoleix els 8 cm.
- La tortuga terrestre més gran és la tortuga de les Galápagos, amb més d'1,80 m de longitud i 225 kg.
- La tortuga marina més gran és la tortuga llaüt, amb més de 2 m de longitud i 600 kg.
- La tortuga fòssil més gran coneguda fou Archelon ischyros, amb uns 4,6 m de llarg i 2 o més tn.
- El més gran llangardaix viu és el dragó de Komodo, amb fins a 3 m de llarg i 140 kg.
- El més gran rèptil viu és el cocodril marí, amb un màxim confirmat de 6,3 m i més d'una tn, tot i que hi hagué cocodrils més grans, com Rhamphosuchus, de 15 a 18 m.
- La serp més llarga és el pitó reticulat, amb fins a 10 m.
- El rèptil volador més gran conegut fou Quetzalcoatlus northropi, amb una envergadura d'uns 9 m segons càlculs conservadors.

##### Dinosaures

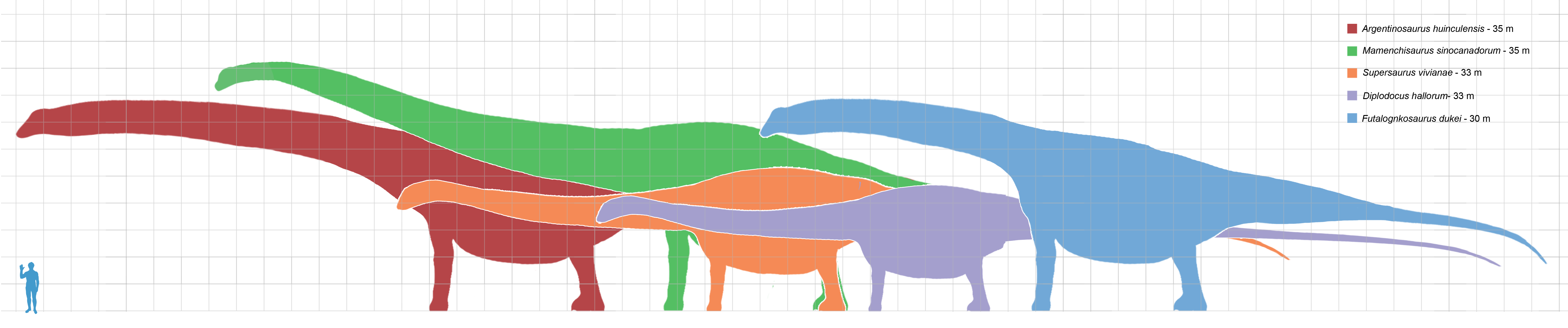
Comparació entre les mides d'alguns dels dinosaures més grans. En gris, Bruhathkayosaurus i en vermell, lAmphicoelias fragillimus, amb mides estimades a partir de proves fòssils

- El més gran dinosaure cuirassat fou l'ancilosaure, amb fins a 9 m de llarg total.
- El més gran dinosaure banyut fou el triceratop, amb uns 9 m de llarg total i unes 7,5 t.
- El més gran dinosaure carnívor conegut fou l'espinosaure, amb 15 a 17 m de llarg i unes 9 t.
- El més gran dinosaure herbívor conegut fou l'argentinosaure, amb 42 m de llarg i de 80 a 100 t, tot i que dos paleontòlegs creuen que Bruhathkayosaurus fou una mica més gran.
- El crani més gran: Torosaurus.
- El crani més fort: Tyrannosaurus.

#### Peixos cartilaginosos

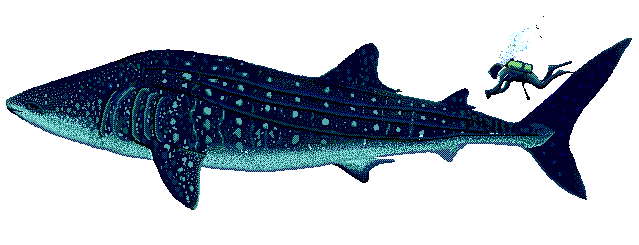
Comparació entre la mida d'un tauró balena i la d'un ésser humà

Els condrictis, amb esquelet no calcificat, són més lleugers que els osteïctis, per la qual cosa poden assolir dimensions més grans que aquests.
- El tauró pigmeu d'ull petit (Squaliolus aliae) és el més petit dels taurons coneguts, amb només 22 cm de llarg en un adult.
- El gran tauró blanc és el condricti carnívor actual més gran, amb 6,4 m de llarg com màxima longitud confirmada.
- L'extint Carcharodon megalodon mesurava de 12 a 15 m.
- El tauró balena és el peix més gran conegut, amb fins a 20 m i 34.000 kg.

#### Peixos ossis
- Paedocypris progenetica és el peix més petit conegut actualment, i el més petit dels vertebrats, la femella madura més petita mesurava només 7,9 mm de llarg, és a dir, amb prou feines més gran que l'ameba Pelomyxa palustris, la més gran identificada, descrita més avall.
- El peix lluna és el més gran osteïcti, amb 3,3 m de llarg i d'alt i 2.300 kg de pes.
- El rei dels peixos és l'osteïcti més llarg, que arriba als 11 m.
- Epinephelus lanceolatus és el més gran osteïcti d'escull, amb fins a 2,7 m de llarg i 400 kg.
- Leedsichthys, de finals del Juràssic, fou el més gran peix ossi conegut,[2] amb una llargada estimada de 16 a 22 m de llarg.

#### Amfibis
- L'amfibi més petit és una granota, Eleutherodactylus limbatus, de Cuba, amb tan sols 8,5 mm de llarg amb les potes plegades.
- La granota viva més gran és la granota goliat, d'Àfrica, amb 40 cm de llarg, i fins a 3 kg, i arriba a saltar fins a 3 m.
- L'amfibi actual més gran és la salamandra gegant japonesa (Andrias japonicus), amb un metre de llarg de mitjana i fins a 25 kg de pes.
- L'amfibi més gran conegut fou Prionosuchus plummeri, del Permià brasiler, amb uns 9 m de llarg i potser més d'una tona.

### Aus
- El colibrí de Helen és l'au més petita coneguda, amb tan sols 5 cm de llarg i 1,8 g de pes en els adults.
- L'estruç és l'au viva més gran, amb 2,7 m d'alt i un pes de fins a 165 kg, i els seus ous pesen fins a 1,4 kg, sent els més grans actuals i la cèl·lula més gran coneguda.
- Argentavis magnificens era l'au voladora més gran coneguda, amb fins a 8 m d'envergadura i 3,5 de llarg.
- L'albatros és l'au de major envergadura, amb 3,6 m.
- El còndor dels Andes és l'au voladora viva més pesant i gran, amb 1,3 m d'alt, 3,3 d'envergadura, i fins a 12 kg de pes.
- L'extint ocell elefant (Aepyornis maximus) és l'au més gran coneguda, amb 3 m d'alt i uns 500 kg de pes.
- L'extinta moa gegant és l'au més alta coneguda, amb fins a 3,7 m d'alçada.

### Invertebrats

#### Insectes
- L'insecte més petit conegut és una espècie de vespa sense ales, Dicopomorpha echmepterygis, el mascle adult mesura uns 140 micròmetres (abans era considerat en aquest lloc Megaphragma caribea, també una vespa però de la família Trichogrammatidae, amb 170 µm).
- El weta gegant (de l'espècie Deinacrida heteracantha) més pesant assolí els 71 g comprovadament.
- L'insecte més gran del món seria l'escarabat goliat, però només en estat larval, amb 115 g i 11,5 cm.
- L'insecte bastó Phobaeticus kirbyi mesura fins a 3 dm de llarg tan sols de tronc, mesurat d'extrem a extrem de les potes assolí els 5 dm.
- L'insecte volador més gran conegut fou Meganeura, libèl·lula gegant del Carbonífer, amb 75 cm d'envergadura i més de 40 de llarg.

#### Altres invertebrats
- L'artròpode més petit viu és la paparra Acalitus essigi, de la família dels eriòfids, invisible a simple vista, calen almenys 20 augments per a distingir-la (entre 50 i 100 µm).
- L'aranya més petita és Patu marplesi, de la família Symphytognathidae, a Samoa. La femella adulta mesura només 0,4 mm de llarg (els mascles solen ser més petits que les femelles, i varia molt la proporció femella/mascle).

- L'aranya més gran és la taràntula gegant, amb fins a 3 dm d'extrem a extrem de les seves potes esteses, i fins a 100 g.
- L'esponja més gran del món és l'esponja barril (Xestospongia muta), amb fins a 2,4 m d'alt i un altre tant d'ample en la seva part més gruixuda.
- Els extints Pterygotus i Arthropleura són els més grans artròpodes coneguts, ambdós amb prop de 3 m de llarg, tot i que un fòssil del primer mesura gairebé 3 dm més que el més gran del segon.
- El cranc gegant del Japó (Macrocheira kaempferi) és el més gran artròpode viu, amb gairebé 4 m d'ample, a causa de les seves molt llargues potes, arriba a pesar fins a 20 kg, molt menys del que segurament pesaven les espècies descrites al paràgraf anterior.
- El més gran bivalve és la cloïssa gegant (Tridacna gigas), amb una longitud de fins a 1,4 m, i 220 kg de pes.
- El més gran invertebrat conegut és el calamar gegant, amb fins a 18 m de llarg i una tona de pes.
- El cuc nemertí Lineus longissimus seria l'animal més llarg, car se'n coneixen molts que mesuren poc més 30 m, més o menys com un rorqual blau, però hi ha observacions d'un exemplar de 55 m.

## Plantes
- La fanerògama més petita del món és una llentia d'aigua, del gènere Wolffia.
- L'alga més llarga coneguda és el kelp gegant (Macrocystis pyrifera), amb 60 m de longitud comprovada, davant de la costa nord-oest dels EUA.
- La cua de cavall més gran viva és l'espècie Equisetum myriochaetum, de Mèxic central, amb un màxim de 8 m d'alt, i una tija de 2,5 cm de gruix.
- La criptògama terrestre més gran del món actualment és una falguera arborescent, Cyathea glauca, de l'Illa de la Reunió, que arriba a mesurar fins a 20 m d'alt.
- Una pícea de 9.550 anys és l'arbre més antic del món, descobert a Dalarna, Suècia.
- Sequoia sempervirens és l'arbre i l'ésser viu més alt del món, i arriba a mesurar 112 metres d'alt.
- Sequoiadendron gegant és l'arbre i l'ésser viu més gran del món en termes de volum, car arriba a mesurar 85 m d'alt, i 8,5 de diàmetre, havent-hi referències d'un exemplar de 93 m d'alt per 8,8 d'ample, del qual es calcula que, amb tot i l'arrel, pesaria unes 6.000 tm.
- L'arbre més ample del món és un exemplar de Taxodium mucronatum, anomenat Árbol del Tule, a Oaxaca, que té una circumferència de 35,87 m i un diàmetre d'11,42 m.
- La planta amb flor més gran del món és un eucaliptus, Eucalyptus regnans, que arriba a mesurar fins a 92 m d'alt.
- L'organisme viu mas gran del món és una planta marina anomenada Posidonia situada a Formentera, Illes Balears, estat espanyol, de 8 quilòmetres d'extensió. ()[3]

## Fongs
L'organisme més gran d'aquest tipus és Armillaria ostoyae, un fong sapròfit comestible conegut comunament com a bolet mel.
Una colònia d'aquests fongs al Parc Nacional Malheur de les muntanyes Blue (Blue Mountains) d'Oregon s'estén al llarg de 8,9 km². S'estima que pesa 605 t. Si aquesta colònia fos considerada un sol organisme, aleshores seria l'organisme conegut més gran.

## Altres regnes

### Virus
Per als biòlegs, els virus són éssers mancats de diverses funcions vitals, per la qual cosa no se'ls considera éssers vius, però el més petit conegut és el que causa la necrosi del tabac, amb només 18 nanòmetres d'ample, o sigui, 180 àtoms d'hidrogen d'ample, i un pes molecular de 75.000.
Per la seva part, els nanobis mesuren entre 20 i 150 nm de llarg, però continua el debat de si són éssers vius o no.

### Unicel·lulars
- Tractant-se d'organismes unicel·lulars i, per tant, l'ésser viu més petit conegut actualment és Nanoarchaeum equitans, un arqueu, més emparentat amb els bacteris extremòfils que amb les amebes. Es tracta d'un diminut organisme de tan sols 400 nanòmetres d'ample, és a dir, formades en línia recta en cabrien uns 2.500 en un mil·límetre, o dit en termes químics, mesura unes 4.000 vegades el diàmetre d'un àtom d'hidrogen.
- Thiomargarita magnifica, un proteobacteri, és l'ésser unicel·lular més gran (de mitjana) conegut, la unicel·lularitat del qual no és discutida, i passa de 0,9 mm de llargada.[6]
- L'ameba Pelomyxa palustris normalment mesura de 500 a 800 μm, és a dir, de mig mm a gairebé un, però se n'han identificat exemplars de fins a 5 mm, amb la qual cosa serien els exemplars unicel·lulars més grans (igualment, la unicel·lularitat dels quals no és discutida), tot i que no la seva espècie.